# Territorialprälatur Cafayate
Die Territorialprälatur Cafayate (lat.: Territorialis Praelatura Cafayatensis, span.: Prelatura de Cafayate) ist eine in Argentinien gelegene römisch-katholische Territorialprälatur mit Sitz in Cafayate.
Ihr Gebiet besteht aus den Departamentos Cafayate, Molinos und San Carlos der Provinz Salta, dem Departamento Tafí del Valle der Provinz Tucumán (mit Ausnahme der Pfarrei Tafí del Valle) und den Departamentos Antofagasta de la Sierra und Santa María der Provinz Catamarca.

## Geschichte
Die Territorialprälatur Cafayate wurde am 8. September 1969 durch Papst Paul VI. mit der Apostolischen Konstitution Praeclarisima exempla aus Gebietsabtretungen des Erzbistums Salta und des Bistums Catamarca errichtet. Die Territorialprälatur wurde dem Erzbistum Salta als Suffragan unterstellt.

## Prälaten von Cafayate
- Diego Gutiérrez Pedraza OSA, 1973–1990
- Cipriano García Fernández OSA, 1991–2007
- Mariano Moreno García OSA, 2007–2014
- Demetrio Jiménez Sánchez-Mariscal OSA, 2014–2019
- Dario Rubén Quintana OAR, seit 2022

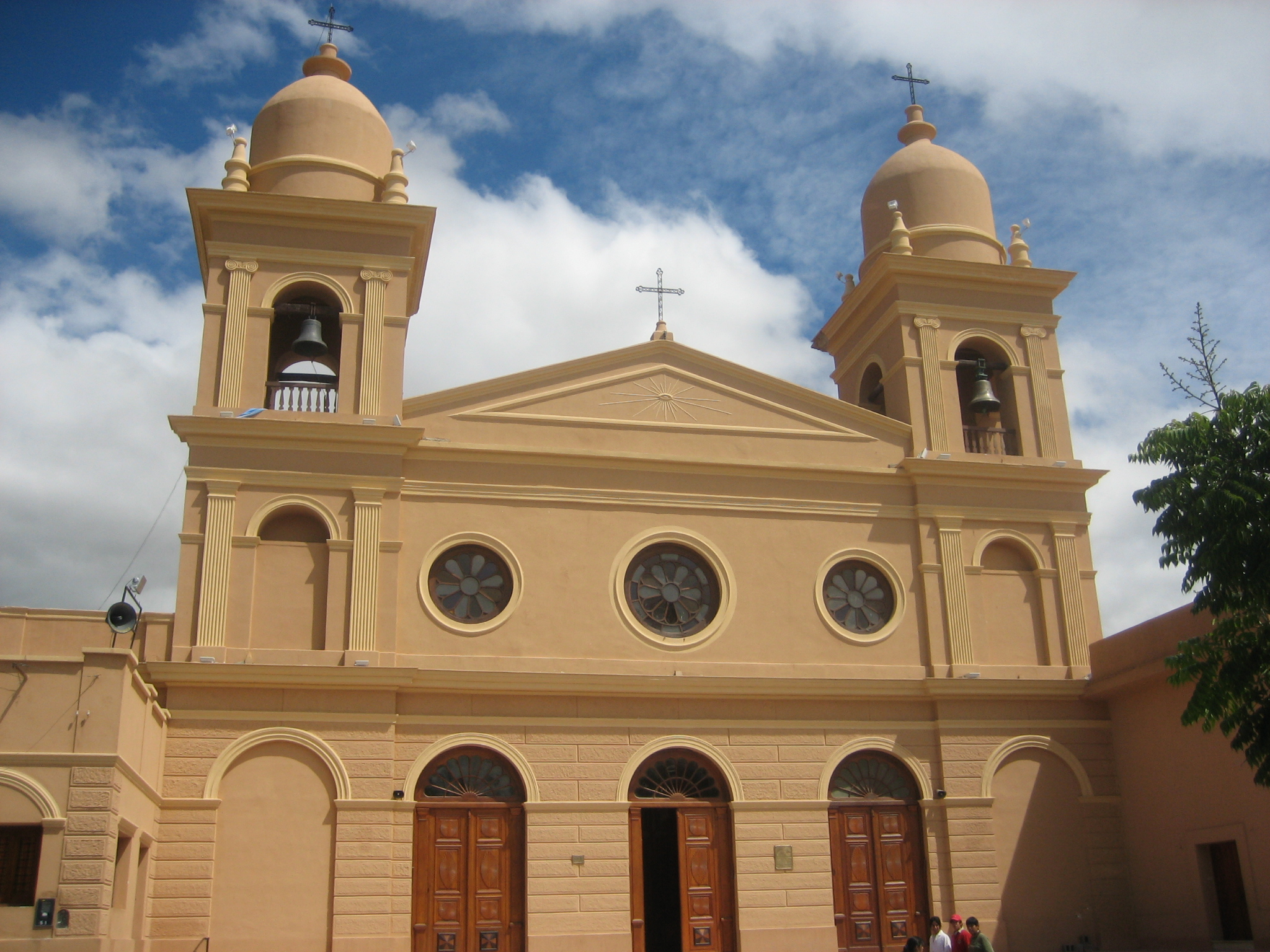
Kathedrale Nuestra Señora del Rosario in Cafayate